# Борзинский уезд
Борзинский уезд — административно-территориальная единица РСФСР, существовавшая в 1922—1926 годах.
Александрово-Заводский уезд с центром в селе Александровский Завод был образован в ноябре 1922 года в составе Забайкальской губернии. 18 февраля 1924 года Александрово-Заводский уезд был преобразован в Борзинский уезд, при этом центр уезда был перенесён в посёлок Борзя. Одновременно к Борзинскому уезду были присоединены части территории Акшинского, Нерчинского, Нерчинско-Заводского и Читинского уездов.
К началу 1926 года уезд включал 6 волостей (Александро-Заводская, Быркинская, Кайластуевская, Оловяннинская, Цасучеевская, Чиндат-Борзинская), 106 сельсоветов и 112 селений.
4 января 1926 года при ликвидации Забайкальской губернии Борзинский уезд был упразднён, а его территория вошла в Читинский округ Дальневосточного края.